# Músorgski (familia)

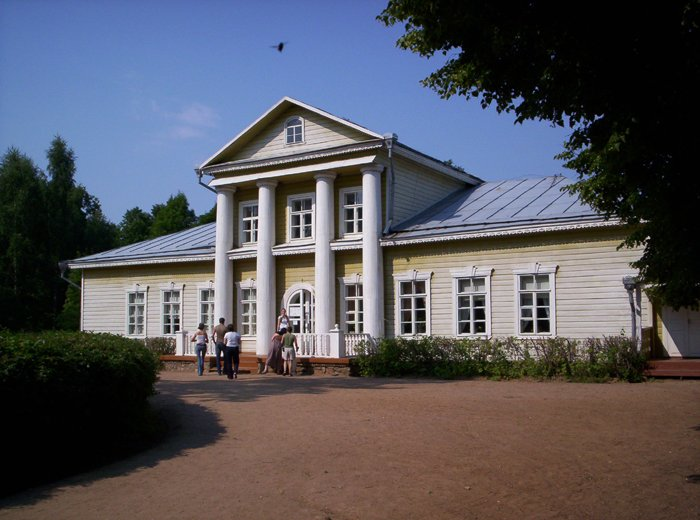
Museo de los Músorgski.

Músorgski (Мусоргские, [Mússorgskiye] en ruso) es una antigua familia del norte de Rusia, la cual según sus miembros procede de la rica familia Monastyrev, de la alta aristocracia boyarda, ellos mismos descendientes de los príncipes de Smolensk y una de las ramas de la dinastía Rúrika en el principado de Beloózero.

## Miembros notables
- Modest Músorgski